# Kfar Bilu
Kfar Bilu (hebrejsky כְּפַר בִּיל"וּ, doslova „Vesnice [hnutí] Bilu“, v oficiálním přepisu do angličtiny Kefar Bilu) je vesnice typu mošav v Izraeli, v Centrálním distriktu, v Oblastní radě Gezer.

## Geografie
Leží v nadmořské výšce 65 metrů na pomezí hustě osídlené a zemědělsky intenzivně využívané pobřežní nížiny a regionu Šefela, na jihovýchodním okraji aglomerace Tel Avivu.
Obec se nachází 14 kilometrů od břehu Středozemního moře, cca 23 kilometrů jihovýchodně od centra Tel Avivu, cca 40 kilometrů severozápadně od historického jádra Jeruzalému, necelý kilometr od severního okraje města Kirjat Ekron a na jižním okraji města Rechovot. Kfar Bilu obývají Židé, přičemž osídlení v tomto regionu je etnicky převážně židovské.
Kfar Bilu je na dopravní síť napojen pomocí dálnice číslo 40 a dalších místních komunikací v rámci aglomerace měst Kirjat Ekron a Rechovot.

## Dějiny
Kfar Bilu byl založen v roce 1932. Mošav byl založen jako součást širšího programu Hitjašvut ha-Elef (התיישבות האלף), který měl za cíl urychlit zřizování menších zemědělských osad, které by pomohly utvořit územně kompaktní bloky židovského osídlení v tehdejší mandátní Palestině. Výkupy pozemků do židovského vlastnictví tu proběhly již roku 1926. Prvních třicet rodin se tu usadilo v říjnu 1932. Šlo o členy kolektivu ha-Darom, kteří se na zřízení samostatného osady připravovali v nedalekém Rechovot. Později v letech 1933-1934 se k nim připojilo dalších dvacet rodin. Vesnice pak sestávala z 50 rodinných farem.
Jméno obce odkazuje na hnutí Bilu, které předznamenalo moderní sionismus a jehož 50. výročí založení se v době vzniku vesnice připomínalo.
Koncem 40. let měl mošav Kfar Bilu rozlohu katastrálního území 644 dunamů (0,644 kilometru čtverečního). Roku 1950 prošel mošav rozšířením o 50 dalších rodin Židů přeživších holokaust, kteří do Izraele dorazili z Evropy. Další stavební expanze nastala po roce 1995. Od roku 1948 padlo v izraelských válkách 11 členů mošavu.

## Demografie
Podle údajů z roku 2014 tvořili naprostou většinu obyvatel v Kfar Bilu Židé (včetně statistické kategorie "ostatní", která zahrnuje nearabské obyvatele židovského původu ale bez formální příslušnosti k židovskému náboženství).
Jde o menší obec vesnického typu s dlouhodobě rostoucí populací. K 31. prosinci 2014 zde žilo 1249 lidí. Během roku 2014 populace stoupla o 0,7 %.
| Rok            | 1948 | 1961 | 1972 | 1983 | 1995 | 2001 | 2003 | 2004 | 2005 | 2006 | 2007 | 2008 | 2009 | 2010 | 2011 | 2012 | 2013 | 2014 |
| -------------- | ---- | ---- | ---- | ---- | ---- | ---- | ---- | ---- | ---- | ---- | ---- | ---- | ---- | ---- | ---- | ---- | ---- | ---- |
| Počet obyvatel | 212  | 375  | 397  | 471  | 657  | 920  | 1018 | 1041 | 1022 | 1068 | 1057 | 1095 | 1318 | 1311 | 1285 | 1237 | 1240 | 1249 |